# Povere figlie delle Sacre Stimmate di San Francesco d'Assisi

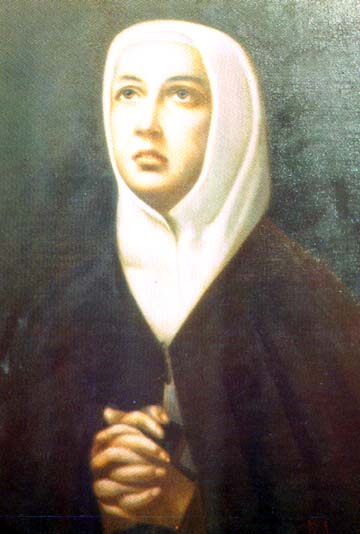
Anna Maria Fiorelli Lapini, fondatrice della congregazione

Le Povere Figlie delle Sacre Stimmate di San Francesco d'Assisi sono un istituto religioso femminile di diritto pontificio: le suore di questa congregazione, dette comunemente Stimmatine, pospongono al loro nome la sigla P.F.S.S.

## Storia
La congregazione venne fondata da Anna Maria Fiorelli Lapini (1809-1860): vedova nel 1842, decise di divenire terziaria francescana e, su invito dei frati minori del convento di San Salvatore al Monte alle Croci, prese ad accogliere nella propria abitazione alcune ragazze, figlie di poveri contadini dei dintorni di Firenze, e a dedicarsi alla loro istruzione.
Nel 1846, essendo aumentato il numero delle allieve, la Lapini prese in affitto dagli scolopi "La Fantina", una villa in via dell'Erta Canina, e vi trasferì la sua scuola. Il 17 maggio 1850, con la benedizione dell'arcivescovo di Firenze Ferdinando Minucci, la fondatrice e le sue compagne emisero la loro professione di voti temporanei e presero l'abito del terz'ordine regolare di san Francesco d'Assisi, dando vita alla congregazione della suore Stimmatine.
L'istituto ricevette l'approvazione pontificia il 23 luglio 1855 e quella definitiva il 19 settembre 1888; le sue costituzioni vennero approvate dalla Santa Sede il 29 agosto 1864; la congregazione è aggregata all'Ordine dei Frati Minori dal 20 maggio 1856.

## Attività e diffusione
Le suore Stimmatine si dedicano all'istruzione e gestiscono scuole dell'infanzia, scuole primarie e secondarie di primo grado.
Oltre che in Italia, sono presenti in Albania, Bolivia, Brasile, Repubblica Democratica del Congo, Ecuador e Spagna; la sede generalizia è a Roma.
Al 31 dicembre 2008 la congregazione contava 78 case e 481 religiose.